# Кеген
Кеге́н (каз. Кеген) — село, центр Кегенського району Алматинської області Казахстану. Адміністративний центр Кегенського сільського округу.
Населення — 8740 осіб (2021; 9049 у 2009, 8078 у 1999, 9722 у 1989).

## Клімат
Село знаходиться у зоні, котра характеризується кліматом тропічних степів. Найтепліший місяць — липень із середньою температурою 17.8 °C (64 °F). Найхолодніший місяць — січень, із середньою температурою -11.8 °С (10.8 °F).
| Клімат Кегена           | Клімат Кегена | Клімат Кегена | Клімат Кегена | Клімат Кегена | Клімат Кегена | Клімат Кегена | Клімат Кегена | Клімат Кегена | Клімат Кегена | Клімат Кегена | Клімат Кегена | Клімат Кегена | Клімат Кегена |
| Показник                | Січ.          | Лют.          | Бер.          | Квіт.         | Трав.         | Черв.         | Лип.          | Серп.         | Вер.          | Жовт.         | Лист.         | Груд.         | Рік           |
| Середня температура, °C | −11,8         | −9,9          | −1,4          | 7             | 12            | 15,6          | 17,8          | 17            | 12,2          | 5,2           | −2,6          | −8,6          | 4,4           |
| Норма опадів, мм        | 12.4          | 13.1          | 27.5          | 49.1          | 57.9          | 63.3          | 55.6          | 44.1          | 36.6          | 34.1          | 23.8          | 16.2          | 433.7         |
| Днів з опадами          | 7             | 7,3           | 8,5           | 8,5           | 10,6          | 11            | 10            | 7,4           | 6             | 6,5           | 7,2           | 6,5           | 96,5          |
| Вологість повітря, %    | 72.1          | 72.9          | 61.2          | 47.3          | 47.4          | 45.7          | 44.2          | 42.6          | 44.2          | 51.9          | 61.9          | 71.7          | 55.3          |
| ----------------------- | ------------- | ------------- | ------------- | ------------- | ------------- | ------------- | ------------- | ------------- | ------------- | ------------- | ------------- | ------------- | ------------- |
| Джерело: Weatherbase    |               |               |               |               |               |               |               |               |               |               |               |               |               |